# 카사페센나
카사페세나(이탈리아어: Casapesenna)는 이탈리아 캄파니아주 카세르타도에 있는 코무네이다. 나폴리에서 북서쪽으로 20km 거리에 있고 카세르타와는 남서쪽으로 20km거리에 있다.